# Manokotak
Manokotak est une ville d'Alaska aux États-Unis dans la Région de recensement de Dillingham. En 2010, il y avait 442 habitants.

## Situation - climat
Elle est située à 40 km au sud-ouest de Dillingham, sur la rivière Igushik et à 558 km au sud-ouest d'Anchorage.
La moyenne des températures va de 4 °C à 21 °C en juillet et de −16 °C à −1 °C en janvier.

## Histoire
C'est un des villages les plus récents de la région de la baie de Bristol, il n'est devenu résidence permanente qu'en 1946. Des habitants d'Aleknagik s'y installèrent. L'école s'est d'abord installée dans une église, en 1949 jusqu'à la construction de l'école actuelle en 1958. La poste a ouvert en 1960.

## Économie
La chasse au renard, loutre et castor procurent des revenus à une grande partie des habitants, ainsi que la pêche et la cueillette, sinon, c'est l'administration locale qui apporte les principaux emplois.
Manokotak n'est accessible que par mer ou par air. Un aérodrome est exploité pour les liaisons avec Dillingham.

## Démographie
| 1950 | 1960 | 1970 | 1980 | 1990 | 2000 | 2010 | - |
| ---- | ---- | ---- | ---- | ---- | ---- | ---- | - |
| 120  | 149  | 214  | 294  | 385  | 399  | 442  | - |

## Sources et références
- (en) CIS

- (en) Cet article est partiellement ou en totalité issu de l’article de Wikipédia en anglais intitulé « Manokotak, Alaska » (voir la liste des auteurs).

1. ↑  « Statistiques des États-Unis - Alaska - Profils des communautés de 2010 » (consulté en novembre 2020)